# Marcin Cieński (rotmistrz)
Marcin Cieński  z Cieni herbu Pomian (ur. 1640 - zm.  1719) – żołnierz, towarzysz pancerny, rotmistrz chorągwi husarskiej, podkomorzy sieradzki w latach 1701–1715, chorąży większy sieradzki w latach 1676–1701.

## Życiorys
Marcin Cieński urodził się ok. 1640 w Cieni w ziemi sieradzkiej, w rodzinie szlacheckiej Cieńskich herbu Pomian, jego rodzicami byli Wojciech i Jadwiga z Trzebickich herbu Łabędź, kasztelanka wieluńska. Odziedziczył Sarnów, Korablew, Tuklęcz, Wilków oraz Popiel.
W 1670 Cieński był towarzyszem w chorągwi husarskiej hetmana Jana Sobieskiego, pod którego dowództwem walczył z Kozakami i Tatarami w kampaniach w latach 1671 i 1672. Był jednym z delegatów wojska koronnego na sejm, którzy bronili Sobieskiego przed intrygami obozu królewskiego.
W 1678 ożenił się z Joanną Jadwigą Koniecpolską h. Pobóg. Żona jako wiano wniosła rozległe dobra Kaszewice, tam też zamieszkali.

Marcin Cieński był siostrzeńcem biskupa krakowskiego i podkanclerza koronnego Andrzeja Trzebickiego. Wuj zapisał mu w testamencie 50 000 zł.

W 1673 dzięki koneksjom Trzebickiego otrzymał list przypowiedni na zaciąg do 100-konnej chorągwi pancernej, którą dowodził 11 listopada 1673 w bitwie pod Chocimiem. Jako rotmistrz walczył niemal we wszystkich kampaniach Sobieskiego.
Zasłużył się bitwie pod Żurawnem w październiku 1676, dowodził tam chorągwią husarską oraz poprowadził udaną  wycieczkę przeciw Turkom. Po zakończeniu wojny Jan III Sobieski mianował go chorążym sieradzkim.
W kampanii 1683 dowodził chorągwią husarską z ziemi sieradzkiej (100 koni). Formacja ta 12 września wzięła udział w decydującej szarży w bitwie pod Wiedniem. Marcin Cieński walczył również pod Parkanami oraz innych starciach z Turkami w kampanii węgierskiej (1683).

Podczas wyprawy na Budziak w 1686 Cieński był dowódcą 4 chorągwi jazdy. W 1700 dowodził wspólnie z Baltazarem Wilgą wyprawą na Ukrainę, poprowadzili przeciwko zbuntowanym kozakom Semena Paleja czterotysięczny korpus jazdy z kilkoma armatami. We wrześniu oblegano wojska kozackie w ufortyfikowanym Chwastowie. Po zdobyciu przez wojska polskie zewnętrznych obwałowań, przerwano działania wojenne na polecenie króla Augusta II, który planował wykorzystać kozaków w wojnie ze Szwecją.
Poseł na sejm pacyfikacyjny 1699 roku z województwa sieradzkiego.
Owdowiał, około roku 1690 ożenił się po raz drugi z Jadwigą Pstrokońską z Burzenina h. Poraj. Z tego związku dzieci : Kasper (1690–1750), Katarzyna(1690–1725) i Maciej (1700 - ?).

Legendarna stała się jego niezwykła siła, wspomina o tym Zygmunt Gloger w Encyklopedii Staropolskiej:

Przewyższał Augusta siłą Marcin Cieński z Cienia w Sieradzkiem, dzielny wojownik z czasów Sobieskiego a regimentarz za Augusta II. Gdy raz król zaprosił go do siebie i zapragnął widzieć dowody jego siły, regimentarz podane sobie sztaby żelazne pozakręcał na szyi dwom królewskim drabantom, którzy stali na warcie. Gdy król sam nie dał rady szyn tych odkręcić, posłano po znanego z siły kowala. Ale i ten nie podołał, mówiąc, że trzebaby łby w ogień wsadzić i szyny rozgrzać, aby drabantów z żelaznego jarzma uwolnić. Wtedy dopiero Cieński rozwinął sztaby z łatwością, pokazując, że od króla i kowala jest silniejszym.

W latach 1703–1713 Marcin Cieński był podkomorzym województwa sieradzkiego. Zmarł ok. 1715.